# Alejandría

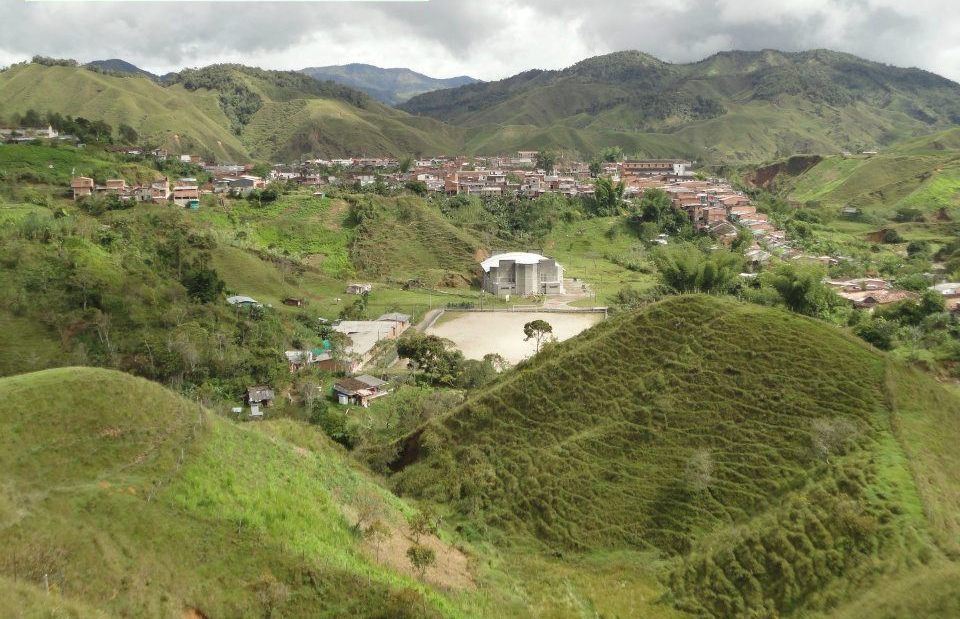
Alejandria

Alejandría é um município no Departamento de Antioquia, Colômbia, parte da sub-região do oriente antioquino. Limitado a norte com os municípios de Concepción, Santo Domingo e San Roque, a leste pelo município de San Rafael, ao sul pelos municípios de San Rafael e Guatapé, e a oeste pelos municípios de El Peñol e Concepción . Sua capital fica à 90 quilômetros da cidade de Medellín, capital do departamento de Antioquia. O município tem uma área de 149 km².

## História
Como toda a região do leste da Antioquia, foi originalmente povoada esta terra antes da chegada dos ibéricos, por etnia indígena, principalmente de Tahamíes. Alejandria foi fundada por Don Alejandro Osorio, Delgado Mrs. Procesa Delgado, Don Salvador  Córdoba e Mr. Climaco  Jaramillo em 1886. Já em 1889 foram erguidas a vila à categoria de município de Guatapé por acordo de 20 de fevereiro daquele ano.
Ao contrário do que aconteceu com quase todas as cidades de Antioquia, que foram criados por ordens de entidades departamentais, Alejandria foi criada por decreto presidencial a partir de Bogotá, dadas as condições políticas da época. O presidente da Colômbia, o general Rafael Reyes  havia posto fim às assembleias departamentais e os habitantes de Alejandria então apresentaram seu pedido para se tornar um município.
O presidente Reyes acedeu aos pedidos e, pelo decreto 304 de março de 1907, criou o município de Alejandria.

### Toponímia
No seu início, o primeiro povoado do que é hoje Alejandria, levou o nome de Nudillal, mais tarde  surge o nome do Alejandria, quando ela se torna uma cidade no município de Guatapé. O nome do Alejandria vem em honra de S. Pedro do Alexandria, padroeiro da cidade, por esta razão também foi chamada de San Pedro em algumas ocasiões. Mas, ao mesmo tempo, o nome vem em homenagem ao fundador do município Don Alejandro Osorio

## Geral
- Fundação: 1886
- Criação do município: o Decreto 304 de 1907
- Fundadores: Alejandro Osorio, Procesa Delgado, Salvador Cordova e Climaco Jaramillo
- Denominação: A Pérola do Nare.
- Altura acima do nível do mar:. 1650
- Temperatura: 20 °C
- Gentílico: Alejandrino.